# Rarécourt
Rarécourt és un municipi francès situat al departament del Mosa i a la regió del Gran Est. L'any 2007 tenia 231 habitants.

## Demografia

### Població
El 2007 la població de fet de Rarécourt era de 231 persones. Hi havia 96 famílies, de les quals 32 eren unipersonals (16 homes vivint sols i 16 dones vivint soles), 32 parelles sense fills, 28 parelles amb fills i 4 famílies monoparentals amb fills.
La població ha evolucionat segons el següent gràfic:
Habitants censats

### Habitatges
El 2007 hi havia 132 habitatges, 95 eren l'habitatge principal de la família, 18 eren segones residències i 19 estaven desocupats. 124 eren cases i 8 eren apartaments. Dels 95 habitatges principals, 77 estaven ocupats pels seus propietaris, 15 estaven llogats i ocupats pels llogaters i 3 estaven cedits a títol gratuït; 10 tenien dues cambres, 20 en tenien tres, 28 en tenien quatre i 37 en tenien cinc o més. 68 habitatges disposaven pel capbaix d'una plaça de pàrquing. A 49 habitatges hi havia un automòbil i a 33 n'hi havia dos o més.

### Piràmide de població
La piràmide de població per edats i sexe el 2009 era:
| Homes | Edats   | Dones |
| ----- | ------- | ----- |
| 0     | 95 o +  | 0     |
| 0     | 90 a 94 | 0     |
| 0     | 85 a 89 | 0     |
| 0     | 80 a 84 | 0     |
| 12    | 75 a 79 | 8     |
| 4     | 70 a 74 | 8     |
| 12    | 65 a 69 | 8     |
| 4     | 60 a 64 | 12    |
| 0     | 55 a 59 | 0     |
| 8     | 50 a 54 | 8     |
| 8     | 45 a 49 | 12    |
| 4     | 40 a 44 | 4     |
| 12    | 35 a 39 | 4     |
| 4     | 30 a 34 | 4     |
| 12    | 25 a 29 | 8     |
| 4     | 20 a 24 | 0     |
| 4     | 15 a 19 | 12    |
| 12    | 10 a 14 | 4     |
| 8     | 5 a 9   | 0     |
| 0     | 0 a 4   | 4     |

## Economia
El 2007 la població en edat de treballar era de 138 persones, 92 eren actives i 46 eren inactives. De les 92 persones actives 88 estaven ocupades (54 homes i 34 dones) i 4 estaven aturades (1 home i 3 dones). De les 46 persones inactives 14 estaven jubilades, 19 estaven estudiant i 13 estaven classificades com a «altres inactius».

### Ingressos
El 2009 a Rarécourt hi havia 94 unitats fiscals que integraven 216,5 persones, la mediana anual d'ingressos fiscals per persona era de 16.219 €.

### Activitats econòmiques
L'únic establiment que hi havia el 2007 era d'una empresa alimentària.
L'únic establiment comercial que hi havia el 2009 era una fleca.
L'any 2000 a Rarécourt hi havia 3 explotacions agrícoles.

## Poblacions més properes
El següent diagrama mostra les poblacions més properes.